# Splashdown (Hot Tuna)
Splashdown è un album live degli Hot Tuna pubblicato nel 1984 e contenente brani registrati durante una performance acustica svoltasi nella stazione radio WAXQ di New York a metà degli anni settanta.

## Tracce

### Lato A
1. Death Don't Have No Mercy (Rev. Gary Davis) – 6:43
2. I Am the Light of This World (Davis) – 4:00
3. Embryonic Journey (Jorma Kaukonen) – 2:05
4. Police Dog Blues (Blind Blake) / Splashdown (U. S. Astronauts) – 4:04

### Lato B
1. Keep Your Lamps Trimmed and Burning (Davis) – 2:57
2. I Know You Rider (Traditional) – 5:09
3. Keep On Truckin' (Bob Carleton) – 4:15
4. Candy Man (Davis) – 5:47

## Formazione
- Jorma Kaukonen – chitarra acustica, voce
- Jack Casady – basso elettrico